# Odos
 Odos  es una comuna y población de Francia, en la región de Mediodía-Pirineos, departamento de Altos Pirineos, en el distrito de Tarbes y cantón de Laloubère.
Está integrada en la Communauté d'agglomération du Grand Tarbes.

## Demografía
Su población en el censo de 1999 era de 3.285 habitantes, la mayor del cantón. Forma parte de la aglomeración urbana de Tarbes.
| 657 | 719 | 847 | 1,023 | 2,222 | 2,854 | 3,287 | 3,285 |
| Para los censos de 1962 a 1999 la población legal corresponde a la población sin duplicidades (Fuente: INSEE [Consultar]) |     |     |       |       |       |       |       |